# Emoia nigra
Emoia nigra es una especie de lagarto escincomorfo del género Emoia, familia Scincidae. Fue descrita científicamente por Jacquinot & Guichenot en 1853.
Habita en islas Salomón, Vanuatu, hacia el este a través de Fiyi hasta Tonga y Samoa Occidental, Islas Toga y Papúa Nueva Guinea.